# Fodiator
Fodiator – rodzaj morskich ryb z rodziny ptaszorowatych (Exocoetidae).

## Klasyfikacja
Gatunki zaliczane do tego rodzaju:
- Fodiator acutus
- Fodiator rostratus